# Hastingsia
Hastingsia, rod trajnica iz porodice šparogovki, dio je potporodice saburovki. Priznato je tri vrste američkih endema iz Kalifornije i Oregona.

## Vrste
1. Hastingsia alba (Durand) S.Watson
2. Hastingsia bracteosa S.Watson
3. Hastingsia serpentinicola Becking

- Hastingsia atropurpurea Becking, po nekima je sinonim je za H. bracteosa var. atropurpurea (Becking) F.A.Lang & Zika.[2]